# Heyday Films
Heyday Films — британська кінокомпанія, заснована у 1997 році в Лондоні, продюсером Девідом Хейманом.
Їі першою роботою був фільм «Людожер». Відоміша продюсуванням фільмів із серії про Гаррі Поттера (починаючи з «Гаррі Поттер і філософський камінь»)
Її логотип вперше був представлений у 2005 році у фільмі «Гаррі Поттер і келих вогню», але вже у 2008, у стрічці «Хлопчик в смугастій піжамі» його було змінено.